# 海州青年戶外劇場
海州青年戶外劇場（韓語：해주청년야외극장）位於北韓黃海南道首府海州市。據朝鮮官媒《勞動新聞》報導，該劇場於2021年12月22日舉行了竣工儀式，參與者包括黃海南道委高級書記朴成哲、相關部門工作人員、省內青年工會成員、劇院工作人員、突擊隊成員等。海州青年戶外劇場配備5000個觀眾席、會議室、小組室、化妝間、音響和燈光設備等。